# G. Falbe Hansen
G. Falbe Hansen A/S, ofte blot Falbe eller GFH, var en dansk producent af herrekonfektion samt underleverandør til flere større modehuse i Europa, der eksisterede fra 1872-2009. En overgang havde den over 450 ansatte og var den største konfektionsfabrik i landet.
Ved konkursen omsatte virksomheden for over 100 mio. kr. årligt. og beskæftigede ca. 20 ansatte i Danmark.

## Historie
Virksomheden blev grundlagt af Gotthilf i Randers i 1872 og levererede oprindeligt blot stof til lokale skræddere, men begyndte i starten af 1900-tallet også at producere tøjet. I 1914 blev forretningen udvidet med en systue i Brødregade. I 1919 blev firmaet omdannet til aktieselskab.
I 1936 blev der etableret en konfektionsfabrik i Kirkegade. Omkring 1956 flyttede virksomheden produktion go administration til Mariagervej i Randers nordlige bydel. På dette tidspunkt var der omkring 250 ansatte, og i 1962 havde den over 450 ansatte.
I slutningen af 1900-tallet blev produktionen flyttet til andre steder i Europa, primært i Portugal og i Tyrkiet, hvor lønningerne var lavere.
I 2004 blev Falbe-Hansen opkøbt af A.A. Holding, og tre år senere flyttede virksomheden til Neptunvej tæt ved E45.
Falbe producerede tøj under mærkerne Falbe, President og Sir og eksporterede til store dele af Europa.
Administrerende direktør er Steen Engelbrecht, mens Mark Hartwig er formand for bestyrelsen. 
Falbe gik konkurs i juni 2009 og ejes i dag af Lexbrand A/S, der i september stadig vurderede hvorvidt mærket skulle bevares.
27. august 2011 blev den tidligere produktionsbygning i Randers totalskadet efter voldsom brand. Området er siden ryddet og omdannet til boligområde.

## Direktører
- 1872-1923: Gotthilf Falbe-Hansen
- 1923-1956: Just Falbe-Hansen
- 1956-1970'erne: Einar Falbe-Hansen
- 1960’erne - 1975: Henry Tinglev-Hansen (Direktør sammen med Einar Falbe-Hansen)
- 1970'erne: Lars Falbe-Hansen